# Solidarnost

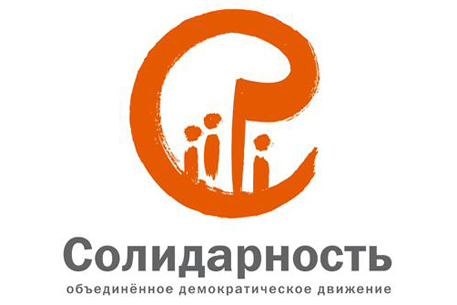
Logo der Bewegung

Die Vereinigte demokratische Bewegung »Solidarnost« (russisch Объединнёное демократическое движение «Солидарность», deutsch: „Solidarität“) ist eine politische Bewegung aus verschiedenen Organisationen und Parteien in Russland, die demokratische Veränderungen erreichen will.

## Geschichte

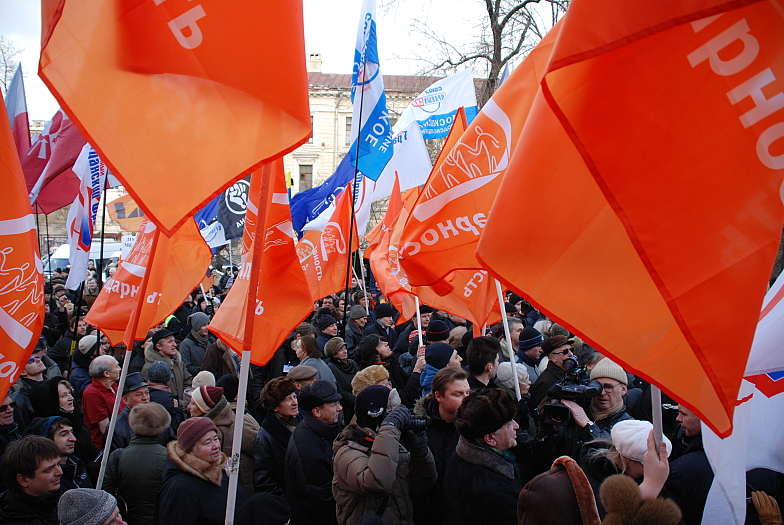
Proteste in Moskau, 2009

Die Bewegung »Solidarnost« wurde am 13. Dezember 2008 aus verschiedenen gesellschaftlichen Organisationen und Parteien gegründet. Ziel war es, die Kräfte der Opposition in Russland zu bündeln und deren Einfluss in Russland auszuweiten.
Mitglieder waren die Oppositionsgruppen Komitee 2008, Volksdemokratische Union, Vereinigte Bürgerfront, Das andere Russland und Nationalversammlung der Russischen Föderation, sowie die Parteien Union der rechten Kräfte und Jabloko.
Zur „Hymne“ der Organisation wurde das Lied Peremen! (Veränderungen!) von Wiktor Zoi.
Das Bündnis konnte nicht die erhofften Erfolge erreichen.
Nach der Emigration von Garri Kasparow 2013 und dem Mord an Boris Nemzow 2015 ist die Bewegung verunsichert, bleibt aber aktiv in ihrem Bemühen um gesellschaftliche Veränderungen. Im Juli 2022 wurde ein Mitglied der Solidarnost, der russische Kommunalpolitiker Alexej Gorinow, zu sieben Jahren Straflager verurteilt, weil er den russischen Überfall auf die Ukraine entgegen der offiziellen Sprachregelung als „Krieg“ bezeichnet hatte.

## Inhaltliche Ausrichtung
Die Bewegung tritt für eine demokratische Veränderung in Russland ein. Der Name und das Logo nehmen Bezug auf die polnische Gewerkschaftsbewegung Solidarność, die in den 1980er Jahren gegen das kommunistische Regime der Volksrepublik Polen kämpfte.
Schwerpunkte sind
- Beendigung der Herrschaft von Präsident Wladimir Putin
- Demokratisierung der gesellschaftlichen Strukturen
- Verminderung der Macht der Bürokratie
- Freie und gerechte Wahlen
- Freilassung der politischen Gefangenen

Konkret spricht es sich u. a. gegen die Amtszeitverlängerung des Russischen Präsidenten von vier auf sechs Jahre aus.

## Tätigkeit

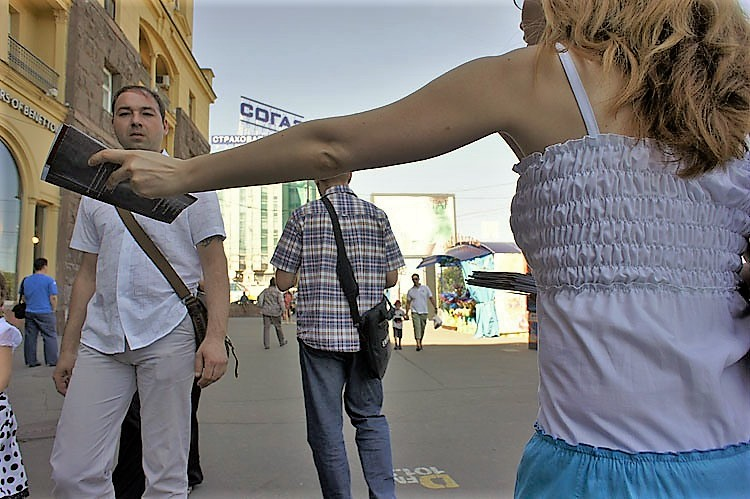
Verteilen von Informationsmaterial

Das wichtigste Instrument für Veränderungen sind nach Auffassung der Bewegung Massenproteste auf der Straße. Ein weiterer Schwerpunkt sind Aufklärung und Information.
Die Bewegung arbeitet mit anderen Parteien und Organisationen wie PARNAS, Russland der Zukunft und Offenes Russland zusammen.

## Strukturen
Die Bewegung wird von einem Föderationsrat (Федеральный политсовет) geleitet. Dieser besteht aus 27 Personen. Für aktuelle Erfordernisse gibt es das Föderationsratsbüro (Бюро федерального политсовета) aus 11 Personen. Einen Vorsitzenden oder Sprecher gibt es nicht. Bekanntester Vertreter ist seit 2015 Ilja Jaschin.
Es gibt regionale und örtliche Verbände.
Höchstes Entscheidungsorgan ist der Kongress der Bewegung, der regelmäßig stattfindet, sowie die Versammlungen der regionalen und örtlichen Verbände.

## Bekannte Mitglieder
Zu den Gründungsmitgliedern gehörten
- Nikita Belych (Union der rechten Kräfte)
- Wladimir Bukowski (Komitee 2008)
- Andrei Illarionow (Das andere Russland)
- Ilja Jaschin (Jabloko)
- Garri Kasparow (Das andere Russland, Vereinigte Bürgerfront, Komitee 2008)
- Olga Kurnossowa (Vereinigte Bürgerfront)
- Wladlen Maximow (Union der rechten Kräfte)
- Wladimir Milow (steht der Union der rechten Kräfte nahe)
- Boris Nemzow (Union der rechten Kräfte)
- Anastassija Rybatschenko

Garri Kasparow verließ 2013 aus Furcht vor Anschlägen Russland. Boris Nemzow wurde 2015 erschossen.